# Jean-Louis Costes

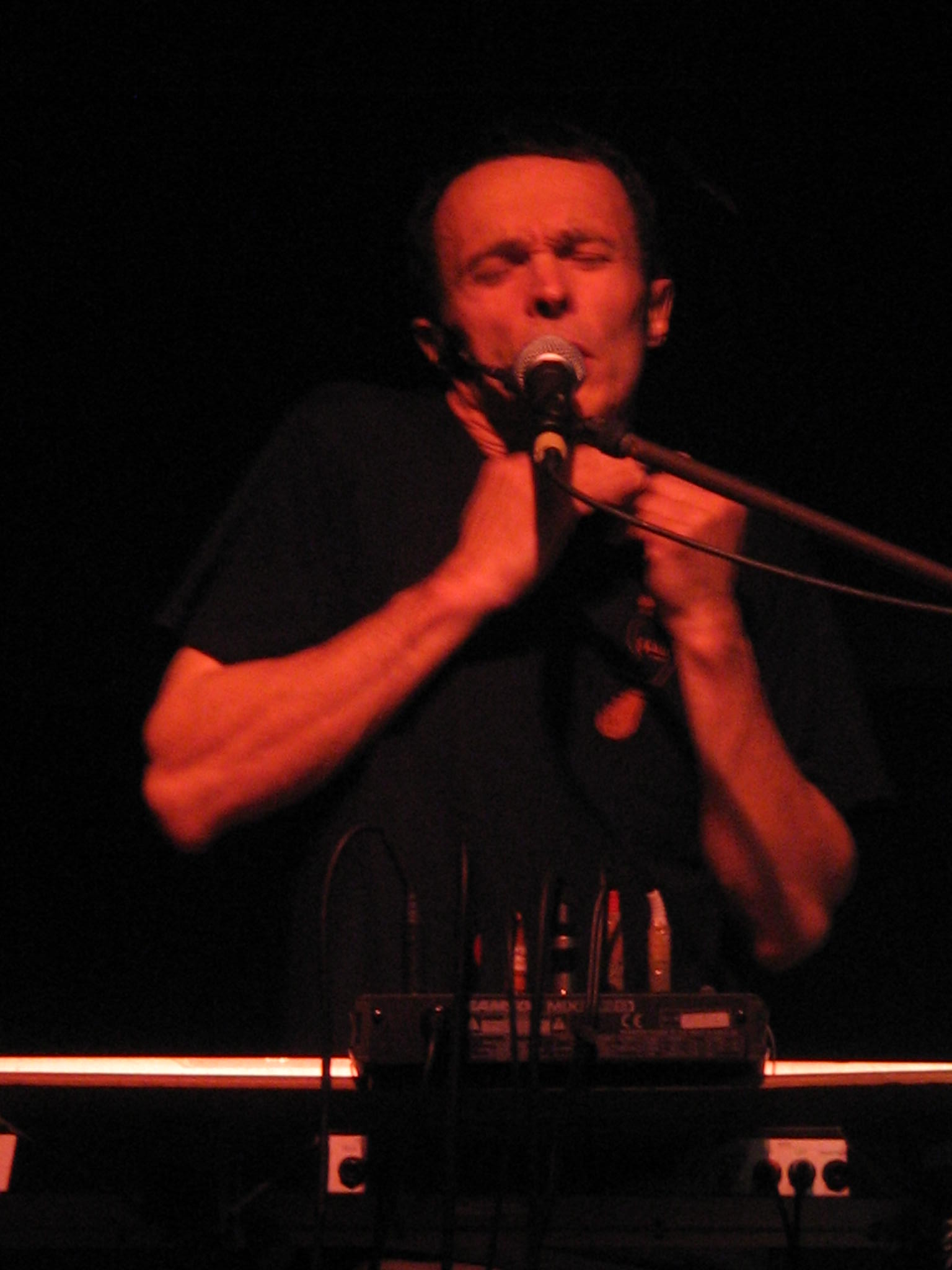
Jean-Louis Costes (2009)

Jean-Louis Garnick Philippe Costes (* 13. Mai 1954) ist ein französischer Performance-Künstler, Sänger, Schauspieler, Filmregisseur und Autor.

## Wirken
Seine provokanten und exzessiven Bühnenshows, Videos und seine Musik setzen gezielt auf die Verstörung des Publikums.
Kritiker sehen in seinen Werken Appelle zur Gewalt und rassistische Tendenzen und überziehen ihn mit Klagen vor Gericht. Costes macht stets für sich geltend, dass die Meinungsfreiheit ein unverrückbares Recht sei, selbst dann, wenn sich der künstlerische Ausdruck der Gewalt, des Schocks, der Pornografie oder Fäkalien bedient. 2000 wurde Costes vor Gericht wegen „Aufruf zum Rassenhass“ rechtskräftig verurteilt.
Einem breiten Publikum wurde Costes durch seine Rollen in Virginie Despentes’ Spielfilm Baise-moi (Fick mich!) (2000) und Gaspar Noés Irréversible (2002) bekannt. Außerdem veröffentlichte Costes bislang diverse LPs, über 50 CDs, mehr als 20 Cassetten, etwa 30 Videos und einige Bücher. Dabei arbeitete er mit Lisa Suckdog und Kommissar Hjuler.
Im Juli 2004 wirkte Costes unter der Regie von Noël Akchoté in der Inszenierung von Stefan F. Winters Oper Kastanienball im Münchener Prinzregententheater mit.